# مورت لیوکارپا
مورت لیوکارپا(نام علمی: Angophora leiocarpa) نام یک گونه از سرده آنگوفورا است.